# Sesselich
Sesselich (Luxemburgs: Siesselech) is een gehucht in de Belgische gemeente Aarlen in de provincie Luxemburg. Het gehucht ligt ten zuiden van het stadscentrum van Aarlen.

## Geschiedenis
Op de Ferrariskaart uit de jaren 1770 staat de plaats weergegeven als het dorp Sesselig.
Op het eind van het ancien régime werd Sesselich in de gemeente Hondelange ondergebracht. In 1922 werd het gehucht mee afgesplitst in de nieuwe gemeente Wolkrange. Bij de gemeentelijke herindeling van 1977 werd Wolkrange een deelgemeente van Messancy, maar Sesselich werd overgeheveld naar de gemeente Aarlen.

## Verkeer en vervoer
Sesselich ligt nabij de snelweg A4/E25/E411. 

Deelgemeenten: Aarlen · Autelbas-Barnich · Bonnert · Guirsch · Heinsch · Toernich

Overige kernen: Autelhaut · Barnich · Clairefontaine · Fouches · Frassem · Freylange · Heckbous · Rosenberg · Sampont · Schoppach · Sesselich · Seymerich · Stehnen · Sterpenich · Stockem · Udange · Viville · Waltzing · Weyler · Wolberg

Belgische gemeenten · Arrondissement Aarlen · Luxemburg · Wallonië